# Fattigkärr
Som fattigkärr betecknas ett kärr som är fattigt på mineraler i vattnet eller marken. Det är den vanligaste kärrtypen i Sverige.
I ett fattigkärr lever inte så många arter och vegetationen är inte så näringskrävande. Fattigkärr förekommer oftast i kemiskt sura marker. I dess bottenskikt dominerar olika sorter av vitmossor. Beroende på tillgång till vatten och näringsämnen kan fattigkärr visa upp en mycket varierande flora.

## Vanliga växtarter
- tuvull
- vattenklöver
- ängsull
- flaskstarr
- trådstarr
- taggstarr
- kärrviol